# Demonio sentado
Demonio sentado (en ruso: Демон сидящий, romanizado: Démon sidiáschi), también conocido como Demonio sentado en el jardín, es un cuadro simbolista de 1890 obra del artista ruso Mijaíl Vrúbel.

## Historia

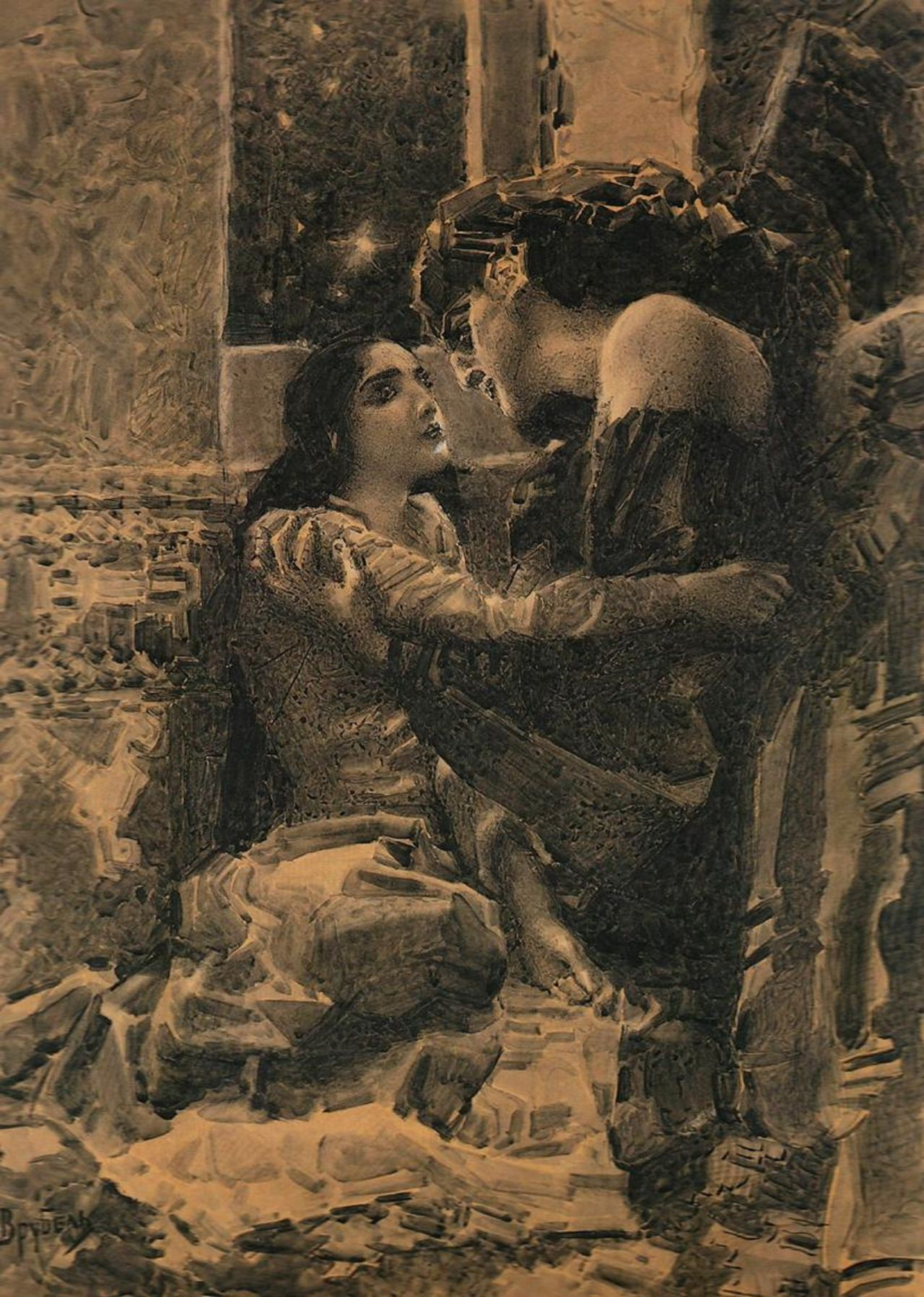
Tamara y Demonio (1890). Ilustración del poema de Lérmontov. Contrasta la monocromía de la obra con Demonio sentado.

Durante su estancia en Moscú a partir de 1890 Vrúbel participó en un proyecto de los hermanos Kushnerev y el editor Petr Konchalovsky, que pretendían publicar un libro en dos volúmenes dedicado al jubileo de Mijaíl Lérmontov con ilustraciones de diferentes artistas. Mientras trabajaba en las ilustraciones, Vrúbel pintó su primer cuadro de gran tamaño sobre el mismo tema: «El demonio sentado». Esta pintura es una representación del Demonio al comienzo del poema de Lérmontov y el vacío y la desesperación que siente entonces. Según P. Klimov, era a la vez el más famoso de los demonios de Vrúbel y el más libre de cualquier asociación literaria.
El 22 de mayo de 1890, en la carta a su hermana, Vrúbel mencionó:

[...] Estoy pintando el Demonio, no refiriéndose a ese «Demonio» fundamental que crearé más adelante, sino a un «demoníaco»: una figura joven, semidesnuda, alada, tristemente pensativa, que se sienta abrazando sus rodillas contra la puesta de sol y mira un claro florido con ramas que se extienden bajo las flores que se extienden hacia ella.

## Descripción
La pintura representa a un demonio sentado en la cima de una montaña. Su musculatura flexionada y sus manos entrelazadas contrastan vívidamente con su figura desplomada y su expresión facial triste. Parece a la vez pasivo, introvertido, orgulloso y solitario. Su cuerpo muestra masculinidad y feminidad, cabello es largo y su mirada se aprecia indolente. La expresividad del rostro se remarca gracias al entorno frío. Los colores que utiliza Vrúbel tienen una cualidad quebradiza y cristalina que enfatiza la falta de vida, la esterilidad y la frialdad del demonio reflejada en la naturaleza circundante. En la pintura, el autor ha utilizado su paleta de colores típica, de azules y púrpuras, que recuerda a los mosaicos bizantinos. Una de las características de su arte es el efecto brillante que poseen muchas de sus pinturas. Esto encaja dentro de la tradición bizantina, donde los efectos brillantes y resplandecientes de los mosaicos estaban destinados a expresar la encarnación milagrosa de Dios.
Es posible que los objetivos de Vrúbel no hayan sido expresar esto en particular, sino dar a sus pinturas una sensación espiritual y de otro mundo. La textura y el color del lienzo enfatizan el carácter melancólico de la naturaleza del demonio que anhela un mundo vivo. Es característico de su estilo que las flores que lo rodean sean cristales fríos que reproducen fracturas de rocas. La alienación del demonio con el mundo se ve acentuada por las nubes de «piedra». La oposición entre la vitalidad y la fuerza del demonio y su incapacidad o falta de deseo de hacer algo está representada por un énfasis en el cuerpo musculoso del Demonio y sus dedos entrelazados. Estos elementos contrastan con los sentimientos de impotencia que transmite su cuerpo caído y la tristeza en el rostro. La figura no se representa como una encarnación del Diablo, sino como un ser humano desgarrado por el sufrimiento. Puede verse como una manifestación de la larga búsqueda de Vrúbel por la libertad espiritual. A pesar de la propia descripción del artista, el demonio no tiene alas, pero sí un espejismo formado por el contorno de grandes inflorescencias detrás de su hombro y su cabello rizado.